# Довічне позбавлення волі
Довічне позбавлення волі (довічне ув'язнення) — це вид кримінального покарання, який полягає у позбавленні волі на строк від набрання вироком суду законної сили до смерті засудженого. Станом на 2017 рік у світі близько 380 000 осіб відбували довічне позбавлення волі або терміни ув'язнення свідомо довші за тривалість життя. У державах зі смертною карою може бути використана як її альтернатива.

## Загальні засади призначення
Довічне позбавлення волі є, поряд із смертною карою, найвищою мірою кримінального покарання. У країнах, де існує та застосовується смертна кара, довічне позбавлення волі є її альтернативою за рішенням суду або в порядку помилування. У країнах, де смертна кара відсутня, довічне позбавлення волі слугує її заміною за ті ж самі злочини. Не в усіх країнах присутнє й довічне позбавлення волі; іноді замість нього може бути призначене позбавлення волі на дуже великий строк (наприклад, на 30 років).
Довічне позбавлення волі, як правило, призначається лише у виняткових випадках; в основному, його призначають за умисні особливо тяжкі злочини, пов'язані з позбавленням життя однієї чи кількох осіб з обставинами, які обтяжують покарання; у деяких країнах може призначатися також і за державну зраду, неодноразові та надто протиправні незаконні дії з наркотичними засобами, корисливі злочини (грабіж, розбій), що спричинили смерть, тяжкі тілесні ушкодження. Як правило, довічне позбавлення волі зазначається в санкції статті лише як альтернативне покарання позбавленню волі на строк.
У багатьох випадках вирок про довічне позбавлення волі не означає, що людина більше ніколи не опиниться на волі. Законодавство країни зазвичай передбачає певний термін відбування покарання, після якого засуджений має право клопотати про його помилування.
Як правило, довічне позбавлення волі не призначається неповнолітнім. Виняток становлять лише Сполучені Штати Америки, Бельгія, Сомалі, Туреччина, Ізраїль, Куба та Китай.

## Світовий огляд

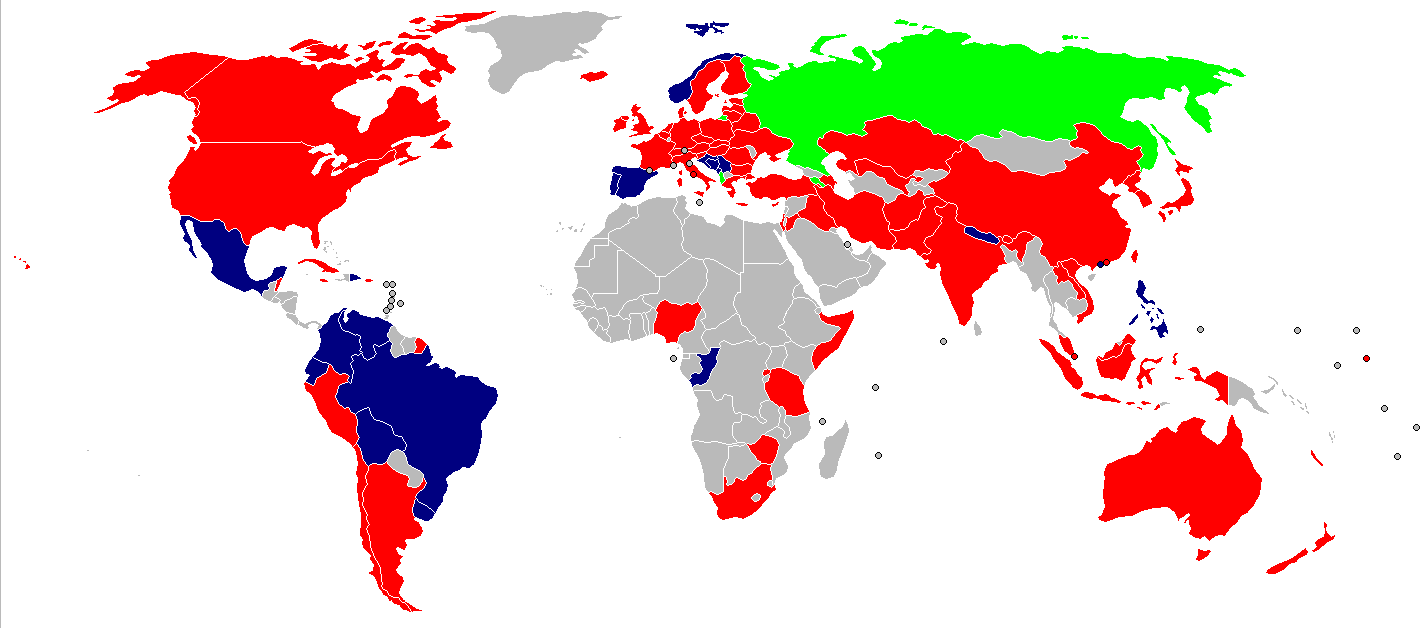
Довічне позбавлення волі у світі
Синім позначені країни, в яких відсутнє довічне позбавлення волі.
Червоним позначено країни, що мають це покарання.
Зеленим позначено країни, в яких довічне позбавлення волі може бути застосоване лише до чоловіків.
Сірим позначено країни, статус довічного позбавлення волі в яких невідомий.

## Країни, що застосовують довічне позбавлення волі
| Країна                             | за які злочини призначається | за які злочини скоріш можливе інше покарання | чи застосовується до неповнолітніх                           | наявність покарання на невизначений термін     | мінімальна кількість років, після яких можна клопотати про помилування                                   | порядок помилування                                                   |
| ---------------------------------- | --- | --- | ------------------------------------------------------------ | ---------------------------------------------- | --- | --------------------------------------------------------------------- |
| Австралія                          | вбивство поліцейського чи іншого громадського діяча, авіапіратство | державна зрада, тероризм, торгівля наркотиками, зґвалтування, вбивство                                                                                      | Так (має відсидіти мінімальний термін)                       | Так                                            | 10 років; 20 років, якщо вбито поліцейського; 25 років чи ніколи — вирішує суддя індивідуально           | здійснюється губернатором території                                   |
| Австрія                            | геноцид | вбивство, вчинення злочинів, що призвели до вбивства чи загибелі багатьох людей, лідерство наркотичної організації                                          | Ні                                                           | Так                                            | 15 років                                                                                                 | здійснюється Президентом                                              |
| Азербайджан                        | вбивство, тероризм, військові злочини, геноцид | торгівля наркотиками, людьми, розбій, зґвалтування | Так                                                          | Ні                                             | ніколи; через 25-30 років                                                                                | здійснюється Президентом                                              |
| Аргентина                          | вбивство з обтяжливими обставинами; вбивство поліцейського, родича, державна зрада | серія зґвалтувань | ?                                                            | Так                                            | 20 років (13-25: якщо обрано довічну тюрму) чи ніколи (якщо обрано довічне позбавлення волі)             | здійснюється президентом чи губернатором провінції                    |
| Афганістан                         | вбивство, зґвалтування, содомія, розбій | торгівля наркотиками, державна зрада | Так                                                          | Так                                            | 25 чи ніколи                                                                                             | здійснюється Президентом                                              |
| Бельгія                            | деякі особливо тяжкі злочини | ? | Ні                                                           | Ні                                             | 1/3 покарання (як правило, довічне позбавлення волі = 30 років), якщо вперше; 2/3 покарання, якщо вдруге | здійснюється Президентом                                              |
| Білорусь                           | злочини, пов'язані з умисним позбавленням життя — як альтернатива смертній карі | вбивство з обтяжливими обставинами | Ні (максимум 15 років)                                       | Ні                                             | 25 років                                                                                                 | здійснюється Президентом                                              |
| Болгарія                           | за деякі особливо тяжкі злочини проти держави | вбивство з обтяжливими обставинами, злочини у воєнний час                                                                                                   | Ні(мінімум — 20 років)                                       | Ні                                             | 20 років                                                                                                 | здійснюється Президентом                                              |
| Ватикан                            | вбивство чи замах на вбивство Папи Римського, державна зрада, тероризм | торгівля людьми, наркотиками, вогнепальною зброєю | Ні                                                           | Ні                                             | ніколи                                                                                                   | неможливе                                                             |
| Велика Британія: Англія та Уельс   | вбивство | всі злочини за загальним правом, зрада, злочини, пов'язані з нанесенням тяжких тілесних ушкоджень, зґвалтування                                             | Ні                                                           | Так                                            | 15-40 років чи ніколи, вирішує суддя                                                                     | слугою правосуддя                                                     |
| Велика Британія: Шотландія         | вбивство | н/д | Ні                                                           | Так                                            | 15-35 років чи ніколи, вирішує суддя                                                                     | здійснюється Cabinet Sercetary з питань правосуддя                    |
| Велика Британія: Північна Ірландія | вбивство | н/д | Ні                                                           | Ні                                             | 15-35 років, вирішує суддя                                                                               | здійснюється відповідно до Белфастської угоди                         |
| В'єтнам                            | вбивство з обтяжливими обставинами, злочини проти держави: тероризм, шпіонаж, державна зрада | зґвалтування з особливо обтяжливими обставинами | Ні                                                           | Так (де-юре)                                   | 20-30 років                                                                                              | н/д                                                                   |
| Гонконг                            | вбивство | н/д | Так (має відсидіти мінімальний термін)                       | Так                                            | вирішується індивідуально                                                                                | здійснюється головою виконавчої влади                                 |
| Данія                              | злочини проти основ безпеки | злочини проти держави, вбивство, корисливі злочини, що призвели до загибелі                                                                                 | Ні                                                           | Так                                            | 12 років чи ніколи                                                                                       | здійснюється Міністром правосуддя, Королем чи Королевою               |
| Естонія                            | злочини проти основ безпеки людства, тероризм, вбивство з обтяжливими обставинами | незаконні дії з наркотиками | Ні                                                           | Так                                            | 30 років                                                                                                 | здійснюється Президентом                                              |
| Зімбабве                           | злочини проти держави, злочини проти життя, проти основ національної безпеки | тяжкі статеві злочини | Ні                                                           | Так                                            | н/д | н/д                                                                   |
| Ізраїль                            | злочини проти держави (зокрема, шпіонаж), умисне вбивство | н/д | Ні                                                           | Так                                            | 2/3 визначеного терміну                                                                                  | здійснюється Президентом                                              |
| Індія                              | вбивство, зґвалтування, розбій | викрадення людини | Так                                                          | Так                                            | 25 років чи ніколи                                                                                       | здійснюється Президентом чи парламентом                               |
| Індонезія                          | вбивство з обтяжливими обставинами | н/д | н/д                                                          | Так                                            | 15 років чи ніколи                                                                                       | Президентом                                                           |
| Ірландія                           | вбивство, державна зрада, тяжкі тілесні ушкодження із забрудненням оточуючих, зґвалтування з обтяжливими обставинами, нетрадиційні статеві зносини (анальний, оральний секс) | пошкодження майна, що загрожувало життю | н/д                                                          | Так                                            | 12-30 чи ніколи                                                                                          | здійснюється Президентом                                              |
| Ісландія                           | вбивство, тероризм, державна зрада, тортури, торгівля людьми, наркотиками | контрабанда | Ні                                                           | Ні                                             | 25 років                                                                                                 | здійснюється Президентом                                              |
| Італія                             | вбивство, тероризм, зв'язки з мафією, державна зрада, торгівля людьми та незаконні дії з наркотиками | зґвалтування/розбій із обтяжливими обставинами, торгівля вогнепальною зброєю                                                                                | Ні                                                           | Так                                            | 26 років (21 при бездоганній поведінці)                                                                  | здійснюється Президентом                                              |
| Казахстан                          | злочини, пов'язані з умисним позбавленням життя | див. лівіше | Ні                                                           | Так                                            | 25 років                                                                                                 | здійснюється Президентом                                              |
| Канада                             | вбивство, державна зрада, злочини проти миру та військові злочини | деякі військові злочини, зґвалтування з обтяжливими обставинами, торгівля наркотиками, розбій, тероризм, викрадення людей, вбивство з необережності         | Так                                                          | Так                                            | 7-25 років                                                                                               | здійснюється міністром правосуддя                                     |
| Китай                              | відсутні | різні | Так                                                          | Так                                            | 10 років чи ніколи (щодо вбивць та рецидивістів)                                                         | здійснюється судами                                                   |
| Кірибаті                           | н/д | н/д | н/д                                                          | н/д                                            | 10 років                                                                                                 | Президентом                                                           |
| Кіпр                               | н/д | н/д | н/д                                                          | н/д                                            | 20 років                                                                                                 | Президентом                                                           |
| Лаос                               | злочини, за які передбачено смертну кару, в разі, якщо її застосувати не можна | див. лівіше | н/д                                                          | Так                                            | ніколи                                                                                                   | неможливо                                                             |
| Латвія                             | н/д | н/д | н/д                                                          | н/д                                            | 20 років                                                                                                 | Президентом                                                           |
| Малайзія                           | вбивство, содомія, державна зрада, злочини щодо зброї, наркотиків, тероризм, зґвалтування | н/д | Так                                                          | Так                                            | 20 років чи ніколи                                                                                       | здійснюється Королем чи Монархом                                      |
| Нігерія                            | державна зрада, корупція | н/д | Ні                                                           | Так                                            | ніколи                                                                                                   | неможливо                                                             |
| Нідерланди                         | вбивство | замах на вбивство монарха, тероризм, державна зрада, порушення конституції, що призвело до загибелі, вбивство через необережність з обтяжливими обставинами | Ні                                                           | Так                                            | ніколи                                                                                                   | неможливо                                                             |
| Німеччина                          | злочини проти людства, геноцид, вбивство, військові злочини проти людини | див. довічне ув'язнення в Німеччині | Ні                                                           | Ні                                             | не менше 15 років                                                                                        | Президентом чи міністром-президентом                                  |
| Нова Зеландія                      | вбивство та державна зрада | торгівля певними наркотиками, вбивство через необережність                                                                                                  | Так (має відсидіти мінімальний термін)                       | Так                                            | звичайно 10 років; іноді 17 років; можливо й ніколи — вирішує суддя                                      | здійснюється генералом-губернатором                                   |
| Пакистан                           | н/д | н/д | н/д                                                          | н/д                                            | 25 років                                                                                                 | Президентом                                                           |
| Перу                               | тероризм, державна зрада, вбивство та зґвалтування з обтяжливими обставинами, торгівля наркотиками у великій кількості | тяжкі випадки торгівлі людьми та зброєю | Так (у серйозних випадках)                                   | Так                                            | 30 років чи ніколи                                                                                       | здійснюється Президентом                                              |
| Південна Корея                     | державна зрада, вбивство родича, підпал, розбій чи зґвалтування, наслідками яких стала смерть | н/д | Ні                                                           | Ні                                             | 10 років чи ніколи                                                                                       | здійснюється Президентом за погодженням з Генеральною Асамблеєю       |
| ПАР                                | певне вбивство, зґвалтування, грабіж (розбій) | н/д | н/д                                                          | Ні                                             | 10, 15 чи 25 років                                                                                       | Президентом                                                           |
| Північна Корея                     | вбивство, шпіонаж, державна зрада | н/д | Так                                                          | Так                                            | ніколи                                                                                                   | неможливо                                                             |
| Польща                             | геноцид, деякі військові злочини під час Другої Світової війни | військові злочини, геноцид, вбивство, вбивство чи замах на вбивство Президента                                                                              | Ні (максимум — 25 років)                                     | Ні                                             | не менше 25 років — вирішує суддя                                                                        | Президентом/Парламентом                                               |
| Росія                              | особливо тяжкі злочини, що посягають на життя (ЛИШЕ ЧОЛОВІКИ 18-65) | деякі особливо тяжкі злочини проти життя та основ суспільної безпеки (ЛИШЕ ЧОЛОВІКИ 18-65)                                                                  | Ні                                                           | Ні                                             | 25 років                                                                                                 | здійснюється Президентом                                              |
| Румунія                            | н/д | н/д | н/д                                                          | н/д                                            | 20 років                                                                                                 | Президентом                                                           |
| Словаччина                         | н/д | н/д | н/д                                                          | н/д                                            | 25 років                                                                                                 | Президентом                                                           |
| Словенія                           | геноцид, етноцид | н/д | н/д                                                          | н/д                                            | н/д | н/д                                                                   |
| Сомалі                             | вбивство, грабіж, зґвалтування | злочини проти людства, адюльтер, содомія | Так                                                          | Ні                                             | ніколи                                                                                                   | неможливо                                                             |
| Сполучені Штати Америки            | вбивство; загалом, варіює в залежності від штату | різні злочини в різних штатах | Ні; так у випадку вбивства чи вбивства під час фелонії       | Так                                            | 15-35 років чи ніколи (залежить від злочину)                                                             | здійснюється Президентом чи губернатором штату                        |
| Тайвань                            | торгівля наркотиками/вбивство з обтяжливими обставинами | тяжкі злочини, наслідками яких є смерть | Ні                                                           | Ні (лише за злочин, пов'язаний із насильством) | 25 років                                                                                                 | здійснюється Президентом                                              |
| Туреччина                          | вбивство, тероризм, торгівля наркотиками, торгівля людьми, військові/політичні злочини | крадіж авто, грабіж з обтяжливими обставинами, содомія, викрадення людей, зґвалтування                                                                      | Так (у разі вбивства, тероризму чи інших серйозних злочинів) | Ні                                             | ніколи (лише милість президента)                                                                         | Президентом                                                           |
| Угорщина                           | вбивство, три злочини, пов'язані з насильством | державна зрада, геноцид | Ні                                                           | Так                                            | 20-40 років чи ніколи                                                                                    | здійснюється Президентом                                              |
| Україна                            | умисні особливо тяжкі злочини, пов'язані з умисним позбавленням життя людини; зґвалтування малолітньої особи та сексуальне насильство проти малолітньої особи, вчинені повторно або особою, яка раніше вчинила пов'язані злочини; деякі злочини проти держави, вчинені в умовах воєнного стану | тероризм, деякі військові злочини | Ні                                                           | Ні                                             | 20 років                                                                                                 | здійснюється Президентом України                                      |
| Фінляндія                          | вбивство, вбивство поліцейського офіцера | геноцид, державна зрада, шпіонаж, військові злочини | Ні                                                           | Так                                            | 12 років (Судом), від початку (президентом)                                                              | здійснюється Президентом або Гельсінським апеляційним судом           |
| Франція                            | відсутні | державна зрада, тероризм, вбивство та катування з обтяжливими обставинами, зґвалтування, злочини проти людства, військові злочини, торгівля наркотиками     | Ні (лише до осіб віком 16-18 за спеціальним рішенням)        | Так                                            | 18 років; 22 роки для рецидивістів; 30 років чи ніколи для вбивць дітей з тортурами чи зґвалтуванням     | Президентом за погодженням з прем'єр-міністром і міністром правосуддя |
| Чехія                              | відсутні | деякі випадки кіднепінгу, державної зради, зґвалтування, тероризму, грабежу, вбивства, геноциду                                                             | Ні                                                           | Ні                                             | 20 років                                                                                                 | н/д                                                                   |
| Чилі                               | вбивство | н/д | н/д                                                          | Так                                            | 20 років чи ніколи                                                                                       | здійснюється Президентом                                              |
| Швейцарія                          | відсутні | посягання на незалежність країни, геноцид, вбивство чи захоплення заручників з обтяжливими обставинами                                                      | Ні                                                           | Так                                            | 10 чи 15 років                                                                                           | Парламентом                                                           |
| Швеція                             | відсутні | вбивство, кіднепінг, підпал, військові злочини, грабіж із насильством, саботаж, шпіонаж                                                                     | Ні                                                           | Так                                            | 10 років чи ніколи                                                                                       | Окружним судом Еребру                                                 |
| Ямайка                             | вбивство, тероризм | н/д | н/д                                                          | Так                                            | 10-30 років чи ніколи                                                                                    | н/д                                                                   |
| Японія                             | заворушення, перекидання потяга, вбивство та інші злочини, пов'язані з позбавленням життя | н/д | Так                                                          | Ні                                             | 20 років чи ніколи                                                                                       | здійснюється Імператором                                              |

## Країни, що не застосовують довічне позбавлення волі
Деякі країни скасували цей вид покарання. У деяких із них максимальним строком позбавлення волі на строк є дуже велике число (наприклад, 40 років), а в деяких просто м'якший кримінальний кодекс.
| Країна                                | Максимальний строк позбавлення волі                                                           |
| ------------------------------------- | --------------------------------------------------------------------------------------------- |
| Болівія                               | 30 років                                                                                      |
| Боснія і Герцеговина                  | 45 років                                                                                      |
| Бразилія                              | 30 років                                                                                      |
| Венесуела                             | 30 років                                                                                      |
| Домініканська Республіка              | 30 років                                                                                      |
| Еквадор                               | 25 років (35 за виняткових обставин)                                                          |
| Іспанія                               | 40 років                                                                                      |
| Колумбія                              | 60 років                                                                                      |
| Республіка Конго (столиця Браззавіль) | 30 років                                                                                      |
| Макао                                 | 25 років (30 за виняткових обставин)                                                          |
| Мексика                               | 60 років                                                                                      |
| Норвегія                              | 21 рік; може бути продовжений на невизначений термін, поки злочинець розглядається як загроза |
| Португалія                            | 25 років                                                                                      |
| Сербія                                | 40 років                                                                                      |
| Уругвай                               | 30 років                                                                                      |
| Хорватія                              | 40 років                                                                                      |